# Miguel Núñez Borreguero
Miguel Núñez Borreguero (* 4. Juni 1987 in Siruela) ist ein spanischer Fußballspieler.

## Karriere
Núñez begann seine Karriere bei CP Flecha Negra. 2004 kam er in die Akademie des FC Valencia. 2007 wechselte er zum Viertligisten CF Villanovense. 2008 schloss er sich der Zweitmannschaft von Albacete Balompié an. Im April 2009 stand er erstmals im Kader der Profis. Sein Debüt in der Segunda División gab er im Januar 2010 gegen Rayo Vallecano. Zu Saisonende hatte er 13 Spiele, in denen er zwei Tore erzielen konnte, zu Buche stehen.
In der Saison 2010/11 musste Núñez mit Albacete in die Segunda División B absteigen. Auch nach dem Abstieg blieb er dem Verein erhalten und konnte in der Saison 2013/14 wieder in die zweithöchste spanische Spielklasse aufsteigen. In der Saison 2014/15 absolvierte er 27 Ligaspiele, in denen er einen Treffer erzielen konnte. In der Saison 2015/16 musste er mit Albacete erneut in die Segunda División B absteigen. In jener Saison kam er auf 31 torlose Einsätze.
Nach über 200 Pflichtspielen für Albacete wechselte Núñez zur Saison 2016/17 zum Drittligisten SD Ponferradina.